# 1707년 영국 총선
1707년 영국 총선거는 1707년 연방법의 시행으로 잉글랜드와 스코틀랜드가 통합되면서 브리튼 의회가 소집된다.

## 선거 결과
| 정당   | 의석 수 |
| ------ | ------- |
| 토리당 | 267석   |
| 휘그당 | 246석   |
| 기타   | 45석    |
| 합계   | 558석   |